# Лептогіум насічений
Лептогіум насічений (Leptogium saturninum) —  неморальний диз’юнктивний лишайник роду лептогіум (Leptogium). Сучасну біномінальну назву надано у 1856 році.

## Будова
Оливково-буре тіло шкірясте. Має вигляд одного або кількох листків. Округлі гладенькі лопаті частково перекривають одна одну. 

## Життєвий цикл
Розмножується нестатевим (пікноконідіями, фрагментами слані) та статевим (спорами) шляхом.

## Поширення та середовище існування
Вид поширений в горах майже всієї Європи, на Кавказі, в Азії (від Кавказу та Камчатки, на півдні до Індії), у Північній Америці, Гренландії, Новій Зеландії. В Україні зустрічається в Карпатах, на Західному Поліссі. Трапляється поодинці або невеликими групами на корі дерев, при основі стовбурів, листяних, рідше хвойних порід. Лишайник дуже чутливий до змін лісових екосистем.

## Природоохоронний статус
Включений до третього видання Червоної книги України (2009 р.). Охороняється у Карпатському НПП та Карпатському БЗ.